# Appleton (Minnesota)
Appleton is een plaats (city) in de Amerikaanse staat Minnesota, en valt bestuurlijk gezien onder Swift County.

## Demografie
Bij de volkstelling in 2000 werd het aantal inwoners vastgesteld op 2871.

## Geografie
Volgens het United States Census Bureau beslaat de plaats een oppervlakte van
5,4 km², waarvan 5,2 km² land en 0,2 km² water.